# Little Traverse
Little Traverse è una città degli Stati Uniti d'America, nella contea di Emmet nello Stato del Michigan.

## Geografia fisica
Si estende su una superficie di 52,8 km² e nel 2000 contava 2.426 abitanti. Il suo territorio include le località di Conway, Harbor Springs e Wequetonsing.